# Conseil de l'Entente

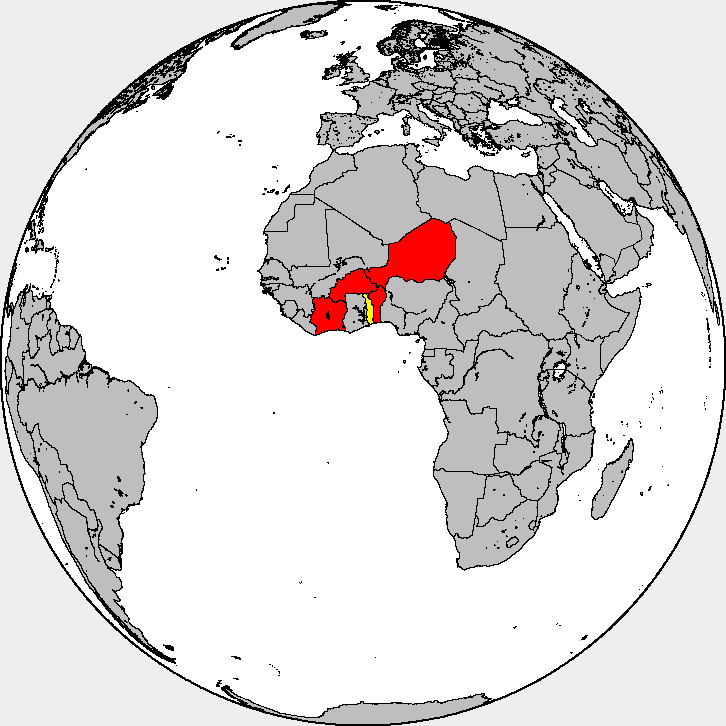
Les États fondateurs (+ le Togo en jaune)

Le Conseil de l'Entente est une organisation de coopération régionale d'Afrique de l'Ouest, à finalité principalement économique, créée le 29 mai 1959.

## Historique
Les pays fondateurs sont le Dahomey (actuel Bénin), la Haute-Volta (actuel Burkina Faso), la Côte d'Ivoire et le Niger. Ils ont été rejoints par le Togo en 1966.
Le Conseil est né de l'éphémère Union Sahel-Bénin, elle-même créée par les quatre membres originels du Conseil en tant que successeur partiel à la fédération régionale de colonies de l'Afrique-Occidentale française (AOF). L'union douanière de l'ouest africain formée par ces 4 États et le Mali en mai 1959 est l'ancêtre de la Communauté économique des États de l'Afrique de l'Ouest.
Depuis 1966, le Conseil s'est doté d'un secrétariat administratif permanent situé à Abidjan, en Côte d'Ivoire. Un fonds d'entraide et de garantie des emprunts permet de soutenir les membres les plus défavorisés.
Les bâtiments sont construits entre 1960 et 1966 à Ouagadougou (Burkina Faso), Niamey (Niger) et Cotonou (actuel Bénin) afin de créer des représentations locales. L'architecte des trois représentations est René Faublée. Le bâtiment du Conseil de l'entente à Ouagadougou est actuellement abandonné. Il a été le lieu de l'assassinat de Thomas Sankara. Un projet de transformation en site de commémoration est en cours.

## Secrétaire  général honoraire
- 1996 : Paul Kaya (1933-2019)
- 2021 : Marcel Amon-Tanoh